# ロッキン・エヴリ・ナイト (ライヴ・イン・ジャパン)
『ロッキン・エヴリ・ナイト (ライヴ・イン・ジャパン)』（Rockin' Every Night - Live in Japan）は、北アイルランドのギタリスト、ゲイリー・ムーアが1983年に録音・発表したライブ・アルバム。

## 解説
アルバム『コリドーズ・オブ・パワー』（1982年）発表後の1982年11月、ムーアは同作でもリズム・セクションを務めたニール・マーレイとイアン・ペイス、それに旧知のドン・エイリーと、新メンバーのジョン・スローマンによるラインナップでツアーを行った。本作には1983年1月の日本公演の模様が収録され、当初は日本限定発売で、オリコンLPチャートでは7週トップ100入りして最高15位を記録した。なお、スローマンは1983年2月にムーアのバンドを解雇された。
1986年にはイギリス盤も発売され、同年7月12日付の全英アルバムチャートで99位に達した。

## 収録曲
特記なき楽曲はゲイリー・ムーア作。5. 8.はインストゥルメンタル
1. ロッキン・エヴリ・ナイト - "Rockin' Every Night" (Gary Moore, Ian Paice) – 3:18
2. ウィッシング・ウェル - "Wishing Well" (Paul Rodgers, Simon Kirke, Tetsu Yamauchi, John "Rabbit" Bundrick, Paul Kossoff) – 4:54
3. アイ・キャント・ウェイト・アンティル・トゥモロー - "I Can't Wait Until Tomorrow" – 12:05
4. ニュークリア・アタック - "Nuclear Attack" – 5:57
5. ホワイト・ナックルズ - "White Knuckles" – 3:48
6. ロッキン・アンド・ローリン - "Rockin' and Rollin'" (G. Moore, Mark Nauseef) – 4:04
7. バック・オン・ザ・ストリーツ - "Back on the Streets" – 5:10
8. サンセット - "Sunset" – 4:12

### 2002年リマスターCDボーナス・トラック
これら3曲は、いずれも1982年8月のロンドン「マーキー」公演におけるライブ音源で、元々は『コリドーズ・オブ・パワー』の初回限定盤に付属のEPに収録されており、演奏はムーア、マーレイ、ペイス、チャーリー・ハーン（ボーカル）、トミー・アイアー（キーボード）による。
1. バック・オン・ザ・ストリーツ - "Back on the Streets" – 5:08
2. ロッキン・エヴリ・ナイト - "Rockin' Every Night" (G. Moore, I. Paice) – 2:54
3. パリの散歩道 - "Parisienne Walkways" (G. Moore, Phil Lynott) – 5:48

## 参加ミュージシャン
- ゲイリー・ムーア - ボーカル、ギター
- ジョン・スローマン（英語版） - ボーカル、キーボード
- ドン・エイリー - キーボード
- ニール・マーレイ - ベース
- イアン・ペイス - ドラムス